# HMS Crusader (H60)
Pour les autres navires du même nom, voir HMS Crusader et NCSM Ottawa.
Le HMS Crusader est un destroyer de classe C construit pour la Royal Navy au début des années 1930.
Il est mis sur cale au Portsmouth Royal Dockyard le 12 septembre 1930, lancé le 30 septembre 1931 et mis en service le 2 mai 1932. Il est transféré à la marine canadienne en 1938 et devient le NCSM Ottawa.

## Historique
À sa mise en service, le Crusader est affecté pour les quatre prochaines années à la deuxième flottille de destroyers de la Home Fleet. Le destroyer effectue son premier radoub à Portsmouth du 30 juillet au 4 septembre 1934. Après l'invasion italienne de l'Abyssinie en août 1935, le Crusader est envoyé avec le reste de sa flottille pour renforcer la Mediterranean Fleet le mois suivant. D'octobre à mars 1936, il est déployé en mer Rouge pour surveiller les mouvements des navires de guerre italiens. À son retour en avril, le navire est réaménagé à Portsmouth du 27 avril au 30 mai. Au début de la guerre civile espagnole en août-septembre 1936, le navire évacue les ressortissants britanniques des ports espagnols vers le golfe de Gascogne. Le Crusader assiste ensuite le porte-avions Courageous de janvier 1937 à mars 1938, mis à part une brève remise en état entre le 30 mars et le 27 avril 1937. Le navire débute ensuite un radoub majeur à Sheerness le 28 avril 1938, notamment pour le mettre aux normalisations canadiennes, comprenant notamment l'installation d'un ASDIC type 124.

### Transfert dans la Marine royale canadienne
Le navire est racheté pour 817 500 C$ par la Marine royale canadienne et est remis en service le 15 juin sous le nom de NCSM Ottawa. Le navire opère depuis la côte canadienne du Pacifique et arrive à Esquimalt le 7 novembre 1938. Il rejoint Halifax, en Nouvelle-Écosse, le 15 novembre 1939, où il escorte des convois locaux, y compris un convoi transportant la 1re Division du canadienne vers le Royaume-Uni le 10 décembre. En avril 1940, sa poupe est endommagée lors d'une collision avec le remorqueur Bansurf. L'Ottawa sera réparé durant deux mois.
Le 27 août 1940, l'Ottawa rejoint Greenock, en Écosse, où il est affecté au 10e groupe d'escorte du Western Approaches Command à son arrivée le 4 septembre pour des tâches d'escorte de convois. En octobre, son tube lance-torpilles arrière est remplacé par un canon antiaérien de 12 livres. Du 24 au 26 septembre, il sauve des survivants de deux navires marchands britanniques; 55 du SS Sulairia qui fut coulé par le sous-marin allemand U-43 et 60 du SS Eurymedon coulé par l'U-29. L'Ottawa assiste le destroyer britannique Harvester au naufrage du sous-marin italien Comandante Faà di Bruno le 7 novembre. À la mi-novembre, l'Ottawa est équipé d'un radar de recherche de surface à courte portée de type 286M, adapté du radar ASV de la Royal Air Force. Ce premier modèle, cependant, ne pouvait que scanner directement vers l'avant et devait être dirigé en tournant le navire entier. Le 23 novembre, il sauve 29 survivants du céréalier SS Bussum qui fut coulé par l'U-100.

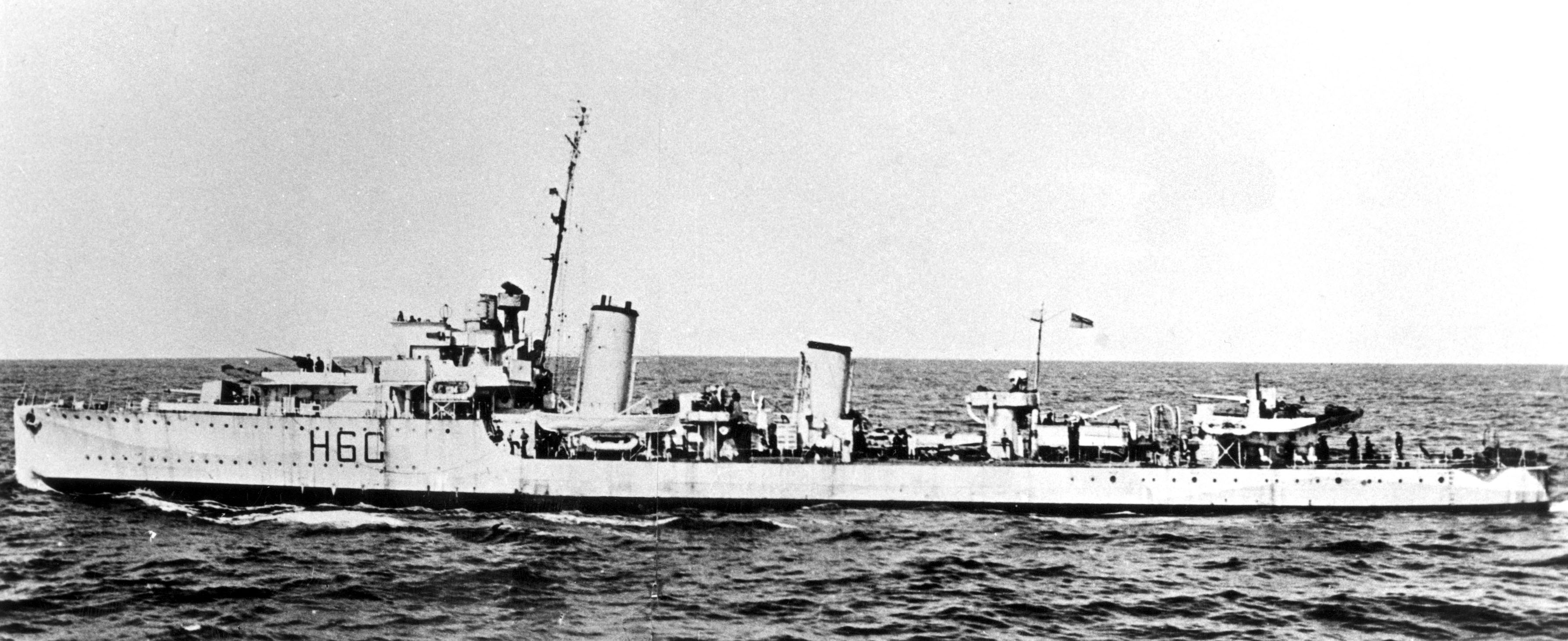
Le NCSM Ottawa vers 1941.

L'Ottawa retourne au Canada en juin 1941 et est affecté à la force d'escorte de la marine canadienne de Terre-Neuve, couvrant des convois dans le centre de l'Atlantique avant d'être transféré au groupe d'escorte C4 en mai 1942. Au début de septembre, le capitaine du navire refuse que sa tour de contrôle et son télémètre soient retirés en échange d'un radar d'indication de cible de type 271. Le 14 septembre, alors qu'il escortait le convoi ON 127 (en) à 500 milles marins (930 km) à l'est de Saint-Jean de Terre-Neuve, l'Ottawa est torpillé par l'U-91. Dix minutes plus tard, incapable de manœuvrer, il est touché par une deuxième torpille. Le destroyer coule dix minutes plus tard, emportant 114 membres d'équipage, y compris le commandant, tandis que 69 survivants sont sauvés par les navires aux alentours.
Les changements d'armement subis par le navire pendant la guerre ne sont pas entièrement clairs. Des preuves photographiques montrent que quatre canons antiaérien Oerlikon de 20 mm ont été ajoutés, une paire à sa plate-forme de projecteur et l'autre paire sur les ailes du pont, bien qu'il ait conservé ses canons de 2 livres même après l'ajout des canons Oerlikon. Le canon «Y» fut également retiré pour permettre d'augmenter son chargement de charge de profondeur à au moins 60.

### Convois transatlantiques escortés
| Convoi      | Groupe d'escorte                  | Dates                         | Notes                              |
| ----------- | --------------------------------- | ----------------------------- | ---------------------------------- |
| HX 133      |                                   | 20-27 juin 1941               | Terre-Neuve vers l'Islande         |
| SC 46       |                                   | 27 septembre – 5 octobre 1941 | Terre-Neuve vers l'Islande         |
| ON 25       |                                   | 19-24 octobre 1941            | Islande vers Terre-Neuve           |
| SC 57       |                                   | 1er-9 décembre 1941           | Terre-Neuve vers l'Islande         |
| ON 46       |                                   | 17-20 décembre 1941           | Islande vers Terre-Neuve           |
| SC 64       |                                   | 12-20 janvier 1942            | Terre-Neuve vers l'Islande         |
| SC 85       | Groupe d'escorte de pleine mer C4 | 31 mai – 12 juin 1942         | Terre-Neuve vers l'Irlande du Nord |
| ON 105      | G.E de pleine mer C4              | 20-28 juin 1942               | Irlande du nord vers Terre-Neuve   |
| HX 197      | G.E de pleine mer C4              | 9-16 juillet 1942             | Terre-Neuve vers l'Irlande du Nord |
| ON 116      | G.E de pleine mer C4              | 26 juillet – 5 août 1942      | Irlande du nord vers Terre-Neuve   |
| SC 96       | G.E de pleine mer C4              | 15-26 août 1942               | Terre-Neuve vers l'Irlande du Nord |
| ON 127 (en) | G.E de pleine mer C4              | 5-14 septembre 1942           | Irlande du nord vers Terre-Neuve   |